# Ayman Odeh
Ayman Odeh (Haifa, 1º gennaio 1975) è un politico arabo con cittadinanza israeliana, leader del partito Hadash e della Lista Comune, oltre ad essere considerato uno dei principali rappresentanti della minoranza araba in Israele.

## Biografia
Nato nel 1975 e cresciuto nel quartiere di Kababir, a Haifa, da un'importante famiglia ahmadi locale, era l'unico studente musulmano nella sua scuola cristiana, ma ora si descrive come se avesse trasceso i confini della religione e dell'etnia, affermando però di essere credente.
Odeh si è unito a Hadash, rappresentandolo nel Consiglio comunale di Haifa tra il 1998 e il 2005, prima di diventare segretario generale del partito nel 2006. Posto al 75º posto nella lista del partito per le elezioni del 2009, in cui Hadash ottenne quattro seggi, ha vinto stando al sesto posto nella lista del partito per le elezioni della Knesset del 2013, ma non è riuscito ad entrarvi dal momento che il partito aveva vinto nuovamente solo quattro seggi.

### Eletto nella Knesset
In seguito all'annuncio che il leader di Hadash, Mohammed Barakeh, si era dimesso prima delle elezioni del 2015, Odeh è stato eletto come nuovo leader del partito. In vista delle elezioni del 2015, Hadash si è unito alla Lista Comune, un'alleanza dei principali partiti arabi. Odeh è stato posto a capo della lista elettorale della Lista Comune, cosa che avrebbe dovuto metterlo alla testa di una significativa fazione parlamentare nella nuova Knesset. Gli analisti hanno accreditato il carismatico Odeh per aver dato all'unione politica araba un volto più moderato e pragmatico. Odeh è stato eletto alla 20ª Knesset, insieme ad altri 12 candidati della Lista Comune.
In un'intervista al The Times of Israel, Odeh ha discusso dell'agenda sociale della Lista Comune, incluso un piano decennale per affrontare le questioni relative al settore arabo, come l'occupazione femminile, la riabilitazione dei consigli regionali in fallimento, il riconoscimento delle comunità beduine non riconosciute nel Negev, i trasporti pubblici nelle città arabe e lo sradicamento della violenza. Ha anche affermato di sostenere il diritto del popolo ebraico all'autodeterminazione in Israele, aggiungendo che uno stato palestinese dovrebbe raggiungere gli stessi obiettivi per i palestinesi arabi.
La campagna di Odeh per le elezioni del marzo 2015 ha avuto un "momento decisivo" quando, in un dibattito televisivo sui candidati, Avigdor Lieberman, ministro degli esteri israeliano, ha definito Odeh un "cittadino palestinese" e ha affermato che Odeh non era il benvenuto in Israele. Odeh rispose: "Sono molto benvenuto nella mia patria. Faccio parte della natura, dell'ambiente, del paesaggio", contrastando la sua nascita in Israele con l'immigrazione di Lieberman dall'ex Unione Sovietica. Odeh è ora visto come un potenziale mediatore di potere dato che i partiti arabi sembrano unirsi per soddisfare il requisito del governo secondo cui i partiti devono raggiungere una soglia minima di voti per assicurarsi un posto nella Knesset. Odeh ha uno stile che contrasta con quello del parlamentare Haneen Zoabi, molto più conflittuale. Odeh esprime la sua disponibilità a lavorare con partner ebrei e cita spesso Martin Luther King Jr..
Nell'ottobre 2015, Odeh ha sostenuto la "lotta palestinese disarmata". Tuttavia, quando gli è stato chiesto di "lanciare pietre, bombe e sparare alle macchine", Odeh ha risposto, riguardo al lancio di pietre, di aver sostenuto la prima intifada.

### Arabi ed ebrei
Odeh sostiene che il suo servizio nel consiglio comunale di Haifa gli ha chiarito come arabi ed ebrei debbano lavorare insieme. Descrive Haifa come "la città multiculturale e omogenea più liberale in Israele". Odeh ha anche espresso un forte sostegno per il crescente riconoscimento della cultura mizrahi e della storia ebraica araba nei discorsi ufficiali israeliani e palestinesi; in un discorso ampiamente citato al plenum della Knesset nel luglio 2015, Odeh ha affermato che lo Stato di Israele ha sistematicamente discriminato e represso la cultura degli ebrei che sono immigrati in Israele dalle terre arabe e musulmane (che costituiscono la maggioranza della popolazione israeliana) per alimentare l'idea di una separazione naturale tra ebrei e arabi. Ha anche sostenuto che il grande ruolo svolto dagli ebrei nella formazione della cultura araba storica e moderna (compresi ebrei famosi come il rabbino David Buzaglo, che scrisse poesie religiose ebraiche principalmente in arabo, e famosi ebrei che erano popolari nel mondo arabo a metà del XX secolo, come Leila Murad), è stato dimenticato dagli ebrei e dagli arabi a causa degli elementi ideologici del conflitto arabo-israeliano e dal desiderio dell'élite israeliana di dare un'immagine occidentale degli ebrei e del paese. Odeh ha invitato i membri ebrei e arabi della Knesset a sostenere un nuovo comitato (a cui aveva aderito come membro) facendo pressioni per ridare forza alla cultura degli ebrei dalle terre arabe e musulmane. In quel discorso, Odeh ha riassunto così la sua posizione: "La cultura degli ebrei dei paesi arabi e islamici è una cultura ebraica e araba condivisa. Per questo motivo, lo Stato ha combattuto [contro], eppure per questo [stesso motivo], dobbiamo lottare per rafforzarlo".
Odeh dice: "Rappresentiamo coloro che sono invisibili in questo paese e diamo loro una voce. Portiamo anche un messaggio di speranza a tutte le persone, non solo agli arabi, ma anche agli ebrei".
Nel febbraio 2016, Odeh ha preso in considerazione le dimissioni dalla Knesset per mostrare la sua protesta contro un controverso disegno di legge.

## Vita privata
Odeh è sposato con Nardine Aseli, un medico, e ha tre figli.